# Vanessa Vu

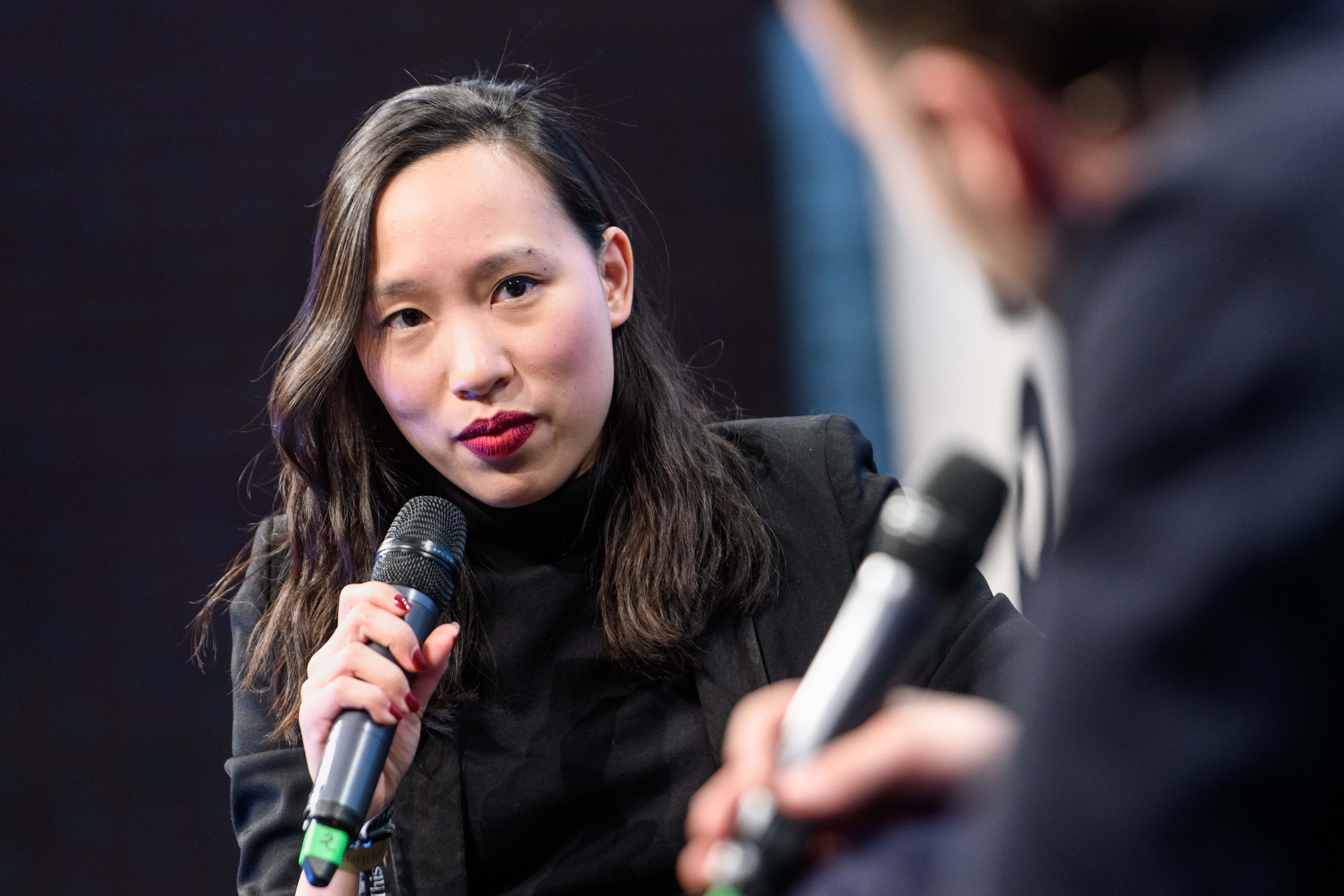
Vanessa Vu (2019)

Vanessa Vu (* 20. November 1991 in Eggenfelden) ist eine deutsche Journalistin.

## Leben
Vanessa Vu, geboren als Vũ Hồng Vân, ist Tochter vietnamesischer Einwanderer, die väterlicherseits nach dem Indochinakrieg enteignet wurden. Die Familie verbrachte ihre ersten Jahre in Deutschland in einem Asylbewerberheim im niederbayerischen Pfarrkirchen. Diese Zeit und die damit verbundene Angst vor einer Abschiebung thematisierte sie in ihrem Artikel Meine Schrottcontainerkindheit. Später zog die Familie in eine Mietwohnung und lebte dort unter ärmlichen Verhältnissen. In einem Gespräch mit der Münchner Stadtbibliothek beschrieb Vu die Bücherei als einen Zufluchtsort, der sie aus der häuslichen Enge befreite. Im Jahr 2011 ließ sie sich einbürgern und änderte ihren Vornamen zu Vanessa – ein Schritt, den sie rückblickend zwar bedauert, aber nicht bereut.
Nach dem Abitur studierte sie Ethnologie und Völkerrecht an der Ludwig-Maximilians-Universität München, Sozialwissenschaften an der Universität Paris V und Südostasien-Studien mit Schwerpunkt auf Ethnizität und Konflikt an der SOAS University of London. Anschließend absolvierte sie die Deutsche Journalistenschule in München. Sie war Stipendiatin der Heinrich-Böll-Stiftung, die sie im Programm Medienvielfalt, anders förderte.

## Journalismus
Seit 2017 schreibt Vanessa Vu als Redakteurin bei Zeit Online viel über Rassismus, Diskriminierung und die Geschichten vietnamesischer Menschen.
Sie hatte zunächst im Ressort Politik, Wirtschaft und Gesellschaft vor allem Nachrichten und Nachrichtenhintergründe geschrieben, setzte aber auch eigene Themen. So kommentierte sie den Witz von Horst Seehofer über 69 abgeschobene Afghanen als „eine Entgleisung, die an Menschenverachtung nicht mehr zu überbieten ist“ und sprach sich nach einem negativen Urteil des Bundesgerichtshofs für mehr geschlechtergerechte Sprache aus. Im Jahr 2018 konzipierte sie außerdem die Serie Alltag Rassismus mit mehreren eigenen Beiträgen, darunter die ideengeschichtliche Einordnung Die Erfindung des Rassismus und die Rekonstruktion des ersten rassistischen Mordanschlags in der BRD, Warum hat Deutschland Do Anh Lan vergessen? Zeitweise moderierte sie den Nachrichtenpodcast „Was Jetzt?“.
2019 wechselte Vanessa Vu in das neu gegründete Ressort X, das vor allem Themenschwerpunkte erstellt, etwa über die Ost-West-Wanderungen nach 1990, über Polizeigewalt oder Vermögensungleichheit. Für das neue Ressort schrieb sie mehrere Reportagen, unter anderem über Schönheitsoperationen in Südkorea (Größer, Glatter, Gangnam), Gender und Mobilität (Die männliche Stadt) oder Wirtschaftsmigration aus Zentralvietnam (Bete für mich). Nach dem Tod von George Floyd veröffentlichte sie einen Essay über die Brutalität des Erstickungstods (20 Dezibel). Eine gekürzte Fassung las sie in einer Online-Serie der Schaubühne Berlin vor.
Neben ihrer Arbeit bei Zeit Online startete sie zusammen mit Minh Thu Tran 2018 den Podcast Rice and Shine, dem nach Halbe Katoffl zweiten deutschsprachigen Podcast, der sich explizit mit postmigrantischen Lebensrealitäten und Perspektiven auseinandersetzte.
Zudem tritt Vanessa Vu immer wieder als Speakerin und Moderatorin auf, gibt Workshops rund um Journalismus und Podcasting und spricht sich für vielfältigere Stimmen im deutschen Journalismus aus.

## Auszeichnungen und Nominierungen
- 2017: Helmut Schmidt Nachwuchspreis. Für: „Abschottung 4.0“[27]
- 2018: Theodor-Wolff-Preis. Für: „Meine Schrottcontainerkindheit“ (Thema des Jahres: Heimat und die Fremden)[28]
- 2018: Medium Magazin Top 30 bis 30. Für: Vanessa Vu als Journalistin[29]
- 2019: Grimme Online Award. Für: „Rice and Shine Podcast“ (Kultur und Unterhaltung) nominiert[30]
- 2020: Helmut Schmidt Journalistenpreis. Für: „Bete für mich“.[31]
- 2021: Egon-Erwin-Kisch-Preis Für: „Bete für mich“ nominiert
- 2021: Goldener Blogger Für: Hamburg 1980: Als der rechte Terror wieder aufflammte (Rice and Shine) (Kategorie: Bester Einzelbeitrag)
- 2021: Civis – Europas Medienpreis für Integration. Für: Hamburg 1980: Als der rechte Terror wieder aufflammte (Rice and Shine) (Kategorie: CIVIS Audio Award)[32]
- 2022: Lessing-Preis für Kritik[33]
- 2023: Karl-Wilhelm-Fricke-Nachwuchspreis der Bundesstiftung Bundesstiftung zur Aufarbeitung der SED-Diktatur, zusammen mit Minh Thu Tran für den gemeinsamen Podcast Rice and Shine

## Werke
- Komm dahin, wo es still ist. Eine Erkundung. Zusammen mit Ahmad Katlesh. Rowohlt, Hamburg 2024, ISBN 978-3-498-02129-0.